# Rego (Celorico de Basto)
Rego ist eine Gemeinde (Freguesia) im portugiesischen Kreis Celorico de Basto. In ihr leben 1032 Einwohner (Stand 19. April 2021).